# Eiðurinn
Eiðurinn (Engelse titel: The Oath)  is een IJslandse thriller uit 2016, geregisseerd door Baltasar Kormákur. Het was in de IJslandse bioscoop de meest populaire film van 2016.

## Verhaal
Een vader is bereid alles te doen om zijn dochter te redden van de wereld van drugs en misdaad.

## Rolverdeling
| Acteur                   | Personage |
| ------------------------ | --------- |
| Baltasar Kormákur        | Finnur    |
| Hera Hilmar              | Anna      |
| Gísli Örn Garðarsson     | Óttar     |
| Ingvar Eggert Sigurðsson | Halldór   |
| Þorsteinn Bachmann       | Ragnar    |

## Ontvangst
Op Rotten Tomatoes heeft Eiðurinn een waarde van 75% en een gemiddelde score van 7,0/10, gebaseerd op 16 recensies.